# Cal Vilardell
Cal Vilardell és un mas al nucli de Borredà (Berguedà) catalogat a l'Inventari del Patrimoni Arquitectònic de Catalunya. Al s. XIV era coneguda com a Mas Sala al s. XVI la família propietària eren els Vilardell, amos de la masia del mateix nom del terme de la Quar que s'instal·laren a la vila de Borredà des d'on administraven el seu patrimoni. Combinaven l'explotació de la terra amb la comercialització de la llana i amb la parcel·lació de les seves terres contribuïren al créixer urbà de Borredà als segle xvii i segle xviii.
Masia orientada a llevant, de planta rectangular coberta a dues aigües. Està situada dins del nucli urbà de Borredà, al segle xviii s'amplià considerablement i al segle xix va perdre la façana de migdia i l'era, al construir un habitatge adossat en aquest sector. Consta d'una façana amb dues parts ben diferenciades: una doble sortida d'arcs rebaixats sostinguts per pilars i un sector amb obertures més modernes formades per finestres i balcons amb llindes de pedra distribuïts als diferents pisos d'alçada. Pel costat de tramuntana hi ha el pou i algunes obertures allindanades. La masia és adossada al mur de llevant de l'església parroquial de Santa Maria.